# Layla M.
Layla M. is een Nederlandse film uit 2016, geregisseerd door Mijke de Jong.

## Rolverdeling
| Acteur           | Personage |
| ---------------- | --------- |
| Nora El Koussour | Layla     |
| Ilias Addab      | Abdel     |
| Bilal Wahib      | Younes    |

## Prijzen en nominaties
Een selectie:
| Jaar | Prijs                          | Categorie                                    | Genomineerde     | Resultaat   |
| ---- | ------------------------------ | -------------------------------------------- | ---------------- | ----------- |
| 2016 | Europees filmfestival Les Arcs | Publieksprijs                                | Mijke de Jong    | Gewonnen    |
| 2016 | Europees filmfestival Les Arcs | Beste actrice                                | Nora El Koussour | Gewonnen    |
| 2016 | Filmfestival van München       | Fritz-Gerlich-prijs                          | Mijke de Jong    | Gewonnen    |
| 2016 | Philadelphia Film Festival     | Special Jury Award – Outstanding Performance | Nora El Koussour | Gewonnen    |
| 2017 | Gouden Kalf (2017)             | Beste film                                   | Layla M.         | Genomineerd |
| 2017 | Gouden Kalf (2017)             | Beste actrice                                | Nora El Koussour | Gewonnen    |
| 2017 | Gouden Kalf (2017)             | Beste mannelijke bijrol                      | Mohammed Azaay   | Gewonnen    |
| 2017 | Gouden Kalf (2017)             | Beste scenario                               | Jan Eilander     | Genomineerd |

## Productie
De film werd aangemeld als Nederlandse inzending voor de beste niet-Engelstalige film voor de 90ste Oscaruitreiking. De "shortlist" werd gepubliceerd door het EYE Film Instituut Nederland waarna begin september 2017 de Nederlandse Oscar Selectie Commissie (NOSC) Layla M. koos als Nederlandse inzending.
Layla M. ging op 10 september 2016 in première op het internationaal filmfestival van Toronto en werd daarna nog geselecteerd voor meerdere filmfestivals wereldwijd.